# Lünen (Soester Patriziergeschlecht)

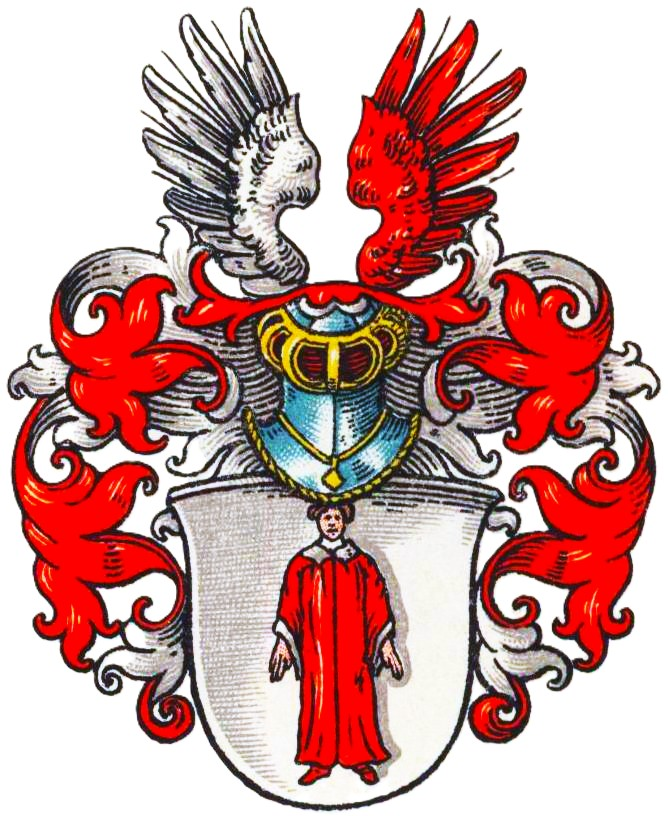
Wappen derer von Lünen (III.) im Wappenbuch des Westfälischen Adels

Lünen (auch Lunen, Paul-Lunen, Pawels-Lünen o. ä.) ist der Name eines erloschenen westfälischen Patrizier- und Adelsgeschlechts. 
Die Familie ist zu unterscheiden von dem gleichnamigen Dortmund-Soester Patriziergeschlecht Lünen und dem münsterschen Ministerialengeschlecht Lünen. Auch die von Lünen genannt Mohr, die 1519 mit Johann Mohr von Leun im Mannesstamm erloschen, waren nicht stammverwandt.

## Geschichte
Das Geschlecht nannte sich nach Lünen. Mitglieder der Familie treten bis in das 16. Jahrhundert als Patrizier in Soest auf. Die Letzte des Geschlechts war Catharina (Anna?) von Lünen (Paul-Lunen) († 1533), Frau des Anton von Menge.

## Wappen
Blasonierung: In Silber eine rotgekleidete männliche Figur mit langem Talar und silbernem Kragen. Auf dem Helm mit rot-silbernen Helmdecken ein offener Flug, der rechte Flügel silbern, der linke rot.
Die Figur stellt möglicherweise Paulus von Tarsus dar. Dies würde den Familienrufnamen Paul-Lunen / Pawels-Lünen erklären.